# Ludwig Steiner (Politiker, 1922)

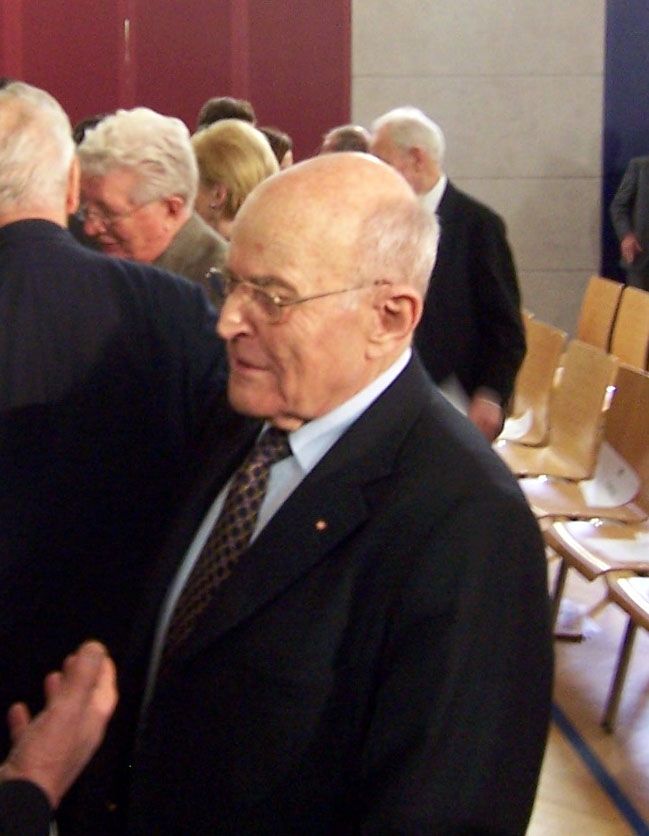
Ludwig Steiner (2008)

Ludwig Steiner (* 14. April 1922 in Innsbruck; † 28. Juni 2015 in Wien) war ein österreichischer Diplomat und Politiker (ÖVP).

## Leben

### Jugend
Ludwig Steiner war der Sohn von Ludwig Steiner, Bäckermeister und christlichsozialer Gemeinderat in Innsbruck von 1924 bis 1933, und Rosa Steiner, geb. Haas. 1941 absolvierte er die Matura an der Handelsakademie in Innsbruck.
1941 wurde er zum Reichsarbeitsdienst in das Arbeitslager Derneburg bei Hildesheim einberufen und ging mit dieser Einheit zum Arbeitseinsatz nach Cognac, Frankreich. Unmittelbar nach dem Abrüsten vom Reichsarbeitsdienst wurde er zur Wehrmacht in das Geb.Jg. Ersatz Btl. 136 Innsbruck eingezogen. 1943 wurde er als Angehöriger der 2. Gebirgs-Division an der Eismeerfront vor Murmansk schwer verwundet. Nach Lazarettaufenthalt wurde er Adjutant beim Geb.Jg. Ersatz Btl. 136 Innsbruck. Er war im Januar 1945 an der Verlegung des Bataillons von Innsbruck nach Wolfsberg in Kärnten beteiligt. Von Februar 1945 bis Kriegsende war er zum Studium der Volkswirtschaft an der Universität Innsbruck freigestellt, das er im Dezember 1943 begonnen hatte und 1947 mit dem Doktorat der Wirtschaftswissenschaften (Doctor rerum mercantilium) beendete.

### Widerstand
Seit Ende 1943 war Steiner im Widerstand (Gruppe O5) aktiv. Gegen Ende des Zweiten Weltkrieges schloss er sich der Tiroler Widerstandsbewegung um den späteren Außenminister Karl Gruber an, die auch an der Übernahme der Stadt Innsbruck noch vor dem Eintreffen der amerikanischen Armee bei Kriegsende beteiligt war.

### In der Zweiten Republik
Nach Kriegsende wurde er politisch aktiv und war im Mai 1945 Mitbegründer der ÖVP Tirol. 1945 war er Sekretär des Landeshauptmanns von Tirol und Mitglied des Provisorischen Tiroler Landtages. Von 1946 bis 1948 war er Sekretär des Innsbrucker Bürgermeisters Anton Melzer.
1948 trat er in  den diplomatischen Dienst im österreichischen Bundeskanzleramt, Abteilung Auswärtige Angelegenheiten, ein. Er war von 1949 bis 1951 Botschaftssekretär an der österreichischen Botschaft in Paris.
Die Südtiroler Autonomieverhandlungen bedingten 1952 eine Rückkehr nach Innsbruck. Durch Minister Gruber kam er nach Wien und war von 1953 bis 1958 Kabinettchef unter Bundeskanzler Julius Raab. So war er 1955 an den Verhandlungen in Moskau, die zum Staatsvertrag führten, beteiligt. Anschließend war er wieder bis 1972 im diplomatischen Dienst, mit einer Unterbrechung von 1961 bis 1964, während der er Staatssekretär im Außenministerium war. Steiner war Leiter der Botschaft in Sofia (1958–1961) und Botschafter Österreichs in Zypern und Griechenland (1964–1972). Er engagierte sich in mehreren Hilfsaktionen für und die Betreuung politisch Verfolgter während der griechischen Militärdiktatur. Er war von 1972 bis 1979 Politischer Direktor und Generalsekretärvertreter im Bundesministerium für auswärtige Angelegenheiten (BMfAA) sowie Vorsitzender der Großen Gemischten Kommissionen Österreich mit allen kommunistischen Staaten in Ost- und Mitteleuropa.
Von 1979 bis 1990 war Ludwig Steiner ÖVP-Abgeordneter zum Nationalrat und zugleich außenpolitischer Sprecher der ÖVP. Ende der 1980er Jahre leitete er die Untersuchungsausschüsse zur Draken, Lucona- und zur Noricum-Affäre, ersterer führte unter anderem zum Rücktritt Karl Blechas als Innenminister.
Von 1979 bis 1991 gehörte Steiner der Parlamentarischen Versammlung des Europarates (PVE) an und war von 1980 bis 1991 Vorsitzender der Politischen Kommission der PVE. Er beobachtete insbesondere über die Militärdiktatur in der Türkei und brachte 1989 eine Konvention für Rechte ethnischer Minderheiten in den Europarat ein. Von 1979 bis 1991 war er zudem Vizepräsident der Union der Christdemokraten. Von 1989 bis 1996 war er Präsident der Politischen Akademie der ÖVP. Von 1994 an war er auch Vizepräsident des Dokumentationsarchiv des österreichischen Widerstandes. Von 2001 bis 2005 war er Vorsitzender des Österreichischen Versöhnungsfonds zur Entschädigung ehemaliger NS-Zwangsarbeiter. Er war von 2002 bis 2005 Mitglied des Management Board der Europäischen Beobachtungsstelle für Rassismus und Fremdenfeindlichkeit.
Ludwig Steiner engagierte sich für zahlreiche Sozialprojekte im Heiligen Land. 1983 wurde Ludwig Steiner vom Kardinal-Großmeister Maximilien Kardinal de Fuerstenberg zum Ritter des Ritterordens vom Heiligen Grab zu Jerusalem ernannt und am 7. Mai 1983 im Wiener Stephansdom durch Jakob Weinbacher, Großprior der österreichischen Statthalterei, in den Orden investiert. Er war zuletzt Offizier des Päpstlichen Laienordens.
Seit Studientagen war er Mitglied der Studentenverbindung AV Austria Innsbruck im ÖCV. Er wurde am Wiener Zentralfriedhof bestattet.

## Gedenken
Am ersten Jahrtagsgottesdienst am 9. Juli 2016 wurde in Anwesenheit von Landtagspräsident Herwig van Staa und amtsführendem Innsbrucker Stadtrat Franz Xaver Gruber eine Gedenktafel des Landes Tirol bei der Pfarrkirche Mariahilf in Innsbruck enthüllt.
Am 25. Juni 2026 wurde das vormalige „Amtsgebäude Conrad“, unter Anwesenheit ranghöchster Militärangehöriger und der Familie, in „Amtsgebäude Steiner“ umbenannt.

## Ehrungen und Auszeichnungen
- 1956: Bundesverdienstkreuz 1. Klasse
- 1961: Ritter-Großkreuz der Orden von Oranien-Nassau der Niederlande[7]
- 1964: Großes Silbernes Ehrenzeichen der Republik Österreich am Bande
- 1977: Ehrenzeichen für Verdienste um die Befreiung Österreichs
- 1983: Ritter vom Heiligen Grab
- 1984: Ehrenzeichen des Landes Tirol
- 1991: Ehrenmitglied der Parlamentarischen Versammlung des Europarates (PVE)
- 2002: Ehrenmitglied der Südtiroler Volkspartei
- 2005: Großes Silbernes Ehrenzeichen für Verdienste um das Land Wien
- 2006: Großes Goldenes Ehrenzeichen des Landes Steiermark[8]
- 2008: Großer Verdienstorden des Landes Südtirol
- 2012: Großer Leopold-Kunschak-Preis
- 2025: Benennung des Amtsgebäudes Steiner, Innsbruck
- Ehrenring des ÖAAB-Tirol
- Ehrenring der Kath. Österreichischen Studentenverbindung Austria Innsbruck
- Weitere ausländische Orden und Ehrenzeichen

## Autobiographie
- Der Botschafter. Ein Leben für Österreich Athesia, Bozen 2005, ISBN 88-8266-076-1.
- Diplomatie – Politik : Ein Leben für die Einheit Tirols. Ein Leben für Österreich. Athesia, Bozen 2008, ISBN 978-88-8266-422-0.